# NGC 4929
NGC 4929 је елиптична галаксија у сазвежђу Береникина коса која се налази на NGC листи објеката дубоког неба.
Деклинација објекта је + 28° 2' 43" а ректасцензија 13h 2m 44,5s. Привидна величина (магнитуда) објекта NGC 4929 износи 13,6 а фотографска магнитуда 14,6. NGC 4929 је још познат и под ознакама MCG 5-31-111, CGCG 160-113, DRCG 27-166, PGC 45027.